# Orthetrum lineostigma
Orthetrum lineostigma – gatunek ważki z rodziny ważkowatych (Libellulidae).